# Caladenia argocalla
Caladenia argocalla är en orkidéart som beskrevs av David Lloyd Jones. Caladenia argocalla ingår i släktet Caladenia och familjen orkidéer.
Artens utbredningsområde är Sydaustralien. Inga underarter finns listade i Catalogue of Life.